# 朴春子
朴春子（1941年—），女，朝鲜族，吉林图们人，中华人民共和国政治人物，曾任第四、五届全国人大代表、常委会委员。